# Soalho pélvico
O soalho pélvico ou pavimento pélvico é uma estrutura formada pelo diafragma da pelve, pela membrana do períneo e pelos músculos do espaço profundo do períneo. O diafragma da pelve é formado pelo conjunto das fibras musculares do músculo elevador do ânus, do músculo coccígeo e do respetivo tecido conjuntivo que se estendem ao longo da área por baixo da pelve.